# Aleksa Lundberg
Aleksa Michelle Reneé Malin Lundberg,, tidigare Mattias Lundberg. född den 1 december 1981 i Hägersten, är en svensk skådespelare, dramatiker, regissör och journalist. Hon föreläser och skriver ofta om sina erfarenheter av könsdysfori och transition. 

## Biografi
Lundberg tog examen från Teaterhögskolan i Göteborg 2009, och var den första transsexuella eleven som tog examen. 2016 skrev och framförde hon sin monolog Flytta på er – jag ska bli fri! som hade urpremiär på Unga Klara i Stockholm. Samma år var Lundberg programledare för ett program i Utbildningsradions programserie Nationen. År 2017 spelade hon titelrollen i Elisabeth Ohlson Wallins pjäs Kung Kristina Alexander som hade urpremiär på Strindbergs Intima Teater och även satts upp på Göteborgs stadsteater.
Lundberg medverkade regelbundet som skribent på politism.se.
År 2017 var Lundberg inledningstalare på Stockholm Pride och på Helsingborg Pride.
2018 utkom Aleksa Lundbergs självbiografi Bögtjejen. 2019 medverkade hon i första säsongen av TV3:s TV-serie Heder.

## Samhällsdebattör
Lundberg har varit aktiv i samhällsdebatten om transpersoners rättigheter. Efter sin medverkan i Uppdrag gransknings programserie om könsbekräftande vård började hon, utifrån sina personliga erfarenheter, uttrycka ånger över sin könsbekräftande kirurgi och lyfta frågor om vårdens långsiktiga effekt. Hon har särskilt betonat vikten av mognadsbedömning och samtalsstöd för minderåriga som söker sådan vård.
År 2023 medverkade hon i SVT:s dokumentärserie Transkriget. Programmet mötte omfattande kritik, bland annat från HBTQ-organisationer och läkare för ett ensidigt urval av berättelser,

 men friades i sin helhet av Granskningsnämnden. Lundberg försvarade programmet och menade att kritiken var orättvis. I efterdyningarna meddelade hon att hon lämnar offentliga debatten om transfrågor.

## Priser och utmärkelser
- 2014 – RFSL-Stockholms pris Regnbågspriset.
- 2020 – Transföreningen FPESs Hjältepris.[14]

## Teater

### Roller (ej komplett)
| År   | Roll      | Produktion                                   | Regi                    | Teater              |
| ---- | --------- | -------------------------------------------- | ----------------------- | ------------------- |
| 2007 |           | Oskuld och arsenik Carl Jonas Love Almqvist  | Erik Holmström          | Turteatern          |
| 2008 |           | Rigoletto/Djurisk åtrå Francesco Maria Piave | Mellika Melouani Melani | Uppsala stadsteater |
| 2011 | Heerbrand | Vargtimmen Ingmar Bergman                    | Malin Stenberg          | Dramaten            |